# Fulminato de potasio
El fulminato de potasio es una sal potásica con el ion fulminato. Su sólo uso, además de demostraciones de productos químicos, está en el fulminante para algunos de los primeros rifles. Por lo general, preparados por reacción de una amalgama de potasio con fulminato de mercurio, es mucho menos sensible debido al enlace iónico entre el potasio y el carbono, a diferencia del más débil enlace covalente entre el mercurio y el carbono.